# Mercè Torrents i Turmo
Mercè Torrents i Turmo (Barcelona, 12 de febrer del 1930 - Sant Cugat del Vallès, 20 de gener del 2018) va ser una pianista i compositora catalana.

## Biografia
Estudià al Conservatori Superior de Música del Liceu amb Pere Vallribera (piano) i perfeccionà els seus estudis a l'Acadèmia Marshall. Posteriorment rebé ensenyaments de composició de Cristòfor Taltabull.
Va ser autora de peces per a piano, violoncel, guitarra, així com per a quartets, cor, cobla o orquestra simfònica. També tingué una gran producció de cançons, normalment per a soprano i piano, musicant poetes catalans com Josep Carner, J.V. Foix, Miquel Martí i Pol, Mercè Corretja i Pere Quart, però especialment de Salvador Espriu, a qui musicà íntegrament el Llibre de Sinera en forma d'Oratori (Oratori del Llibre de Sinera), el Final de laberint en cants espirituals (1968, inèdit), la Pell de Brau i altres obres. Han interpretat la seva obra els cantants Mercè Bibilioni, Francesca Callao, Assumpta Serra, Anna Ricci, Maria Àngels Sarroca, Maria dels Àngels Miró, Marta Valero i Teresa Garrigosa, així com Núria Feliu, Maria Dolors Laffitte, Marina Rossell, Núria Batlle, Maria Dolors Martí i Celdoni Fonoll. En l'any 1990 rebé el "Premi de música Caterina Albert i Paradís" de l'Associació Catalana de la Dona.
En la seva discografia destaquen: Núria Feliu canta Salvador Espriu (Hispavox, 1969); col·laboració en el disc Anton Carrera (Concèntric, 1971); Ramats d'estrelles, (Picap,1986), Ombra de foc (Picap,1988); CD Estimats poetes (Picap, 1995); Tapís (sobre l'obra de David Jou, Albert Moraleda, 2014); Mediterrànies (Albert Moraleda, 2016); Oratori del Llibre de Sinera (Columna Música, 2016); Cançons secretes (Columna Música, 2017). En el quart CD de l'Associació Catalana de Compositors hi participà amb dues obres (2004) i en el CD dedicat a Guitarra també hi participà amb dues obres (2015). El 2021 s'ha editat el CD Màgic moment (Columna), una antologia de cançons de Mercè Torrents sobre poemes de Josep Carner, Salvador Espriu, J.V. Foix, Miquel Martí i Pol i Mercè Corretja, amb Marta Valero (mezzosoprano) i Daniel Blanch (piano).
El seu pare va ser Joan Torrents i Maymir, violoncel·lista, professor de música i membre de l'orquestra Pau Casals.
El seu fons personal es conserva a la Biblioteca de Catalunya.

## Obres
- A la Mare de Déu del Pi (1963), per a cor mixt, en adaptació d'un poema de Josep Carner
- A València, festa (1986, 2003), sis danses per a orquestra de cambra i guitarra solista que Joaquim Navarro i Jesús Ventura adaptaren en un espectacle d'esbart
- Assaig de plagi a la taverna (1970), cançó per a veu i piano, basada en el poema paròdic de Pere Quart
- Ballet illenc (1991), per a piano
- Ballet valencià per a cobla i piano (1986)
- Calladament l'illa (2003), per a piano
- Cant d'amor (2000), per a veu, flauta, clarinet en siB i fabot, amb lletra de Mossèn Cinto
- Cançó de l'amor matiner (1963), per a cor mixt, instrumentació d'un poema de Josep Carner
- Cant de trobada (2001), per a tenora i saxòfon tenor
- Cant del s16); 20eu cant (1996), per a veu i piano, Primer premi de composició "Caterina Albert"
- Cinc adagis (1984), per a piano, sobre poemes de Roig i Llop
- Cinc poemes de Josep Carner (2002), per a veu i guitarra (Calor, Màgic moment, Cançó de la mica mica, Expectació i El pi)
- Dansaines (2003), per a trio d'oboè, clarinet i fagot
- Dèiem la nit (1970), cançó per a veu i piano, sobre un poema de J.V.Foix
- Dibuixant (2001), per a flauta i piano
- Dolça pope de sal (1979), comèdia per a actors, veu i paino, amb lletra de Santi Sans
- Dolls d'aigua (2003), per a piano
- Dos moments visuals (1999), per a quartet de corda
- Dues peces de bressol (2005), per a saxòfon tenor i piano
- Elegíac per a trio de violí, violoncel i piano (2005)
- Erem tres, erem dos, era jo sol, erem ningú (1974), per a veu i piano, sobre el poema de J.V.Foix
- És quan dormo que hi veig clar (1970), per a veu i piano, basada en el poema de J.V.Foix
- Esplai (1975), per a veu i piano
- Esquitxos (2000), suite per a piano (en set parts: Dansa catalana, Joguines, Recordant, Complaença, Garlandes, Camperola, Anant al monestir i Sardana íntima)
- Evocació a Mossèn Cinto Verdaguer (1999), per a piano a quatre mans 1
- Expressió de captiveri (1970), per a piano
- Festitxola (1962), per a cor mixt i instruments, sobre un poema de Josep Carner
- Final del laberint (1968), per a veus, narrador i piano, sobre poemes de Salvador Espriu (comprèn Ramats d'estrelles, Nua llum d'alba, Esdevindrà la tarda, Endins de la boira, Quan ja sigui feliç, La tarda, Em dreça el cant, A poc a poc veus mort, Esguarda l'arbre sol i ocells d'alba, La meva por, Príncep centaures, Ja salvat en la neu alta de les muntanyes, Abelles tot l'eixam, I després del silenci, Occident cant, La vella nit es posa de nou l'abric, Com m'encercla el bosc!, Cavava la llavor, Diré, del vell foc i de l'aigua, Les campanes)
- Guspires: divertiment per a flauta, clarinet en sib i fagot (2003), també en versió per a oboè, clarinet i fagot
- Himne de les Jornades Internacionals Folklòriques (1983), per a cor i cobla
- Impressions (1965), per a piano (Cançó de les muntanyes, Clarícia al lluny)
- Impromptu (1948)
- Inici al cant en memòria de Salvador Espriu (1983), per a piano
- Llibre de Sinera (1968, estrenat el 1981), oratori sobre el poema d'Espriu, per a 10 solistes, cor i grup instrumental
- Mar incandescent: trío per a tenora, violoncel i piano (2004)
- Mediterrànies (1977), suite per a piano (en vuit parts: Eivissenca, Invocació, Melangia, Dansa de Tarragó, Alteració, Murmuri, Interrogants i Ritme ancestral)
- Missa breu (2005), per a cor mixt
- Mozartian (2006), per a saxòfon tenor i piano
- Música experimental per a cobla (1976)
- No t'haig de donar accés al meu secret (1968), per a veu i piano, sobre un poema de Salvador Espriu
- Pell de brau (1982), per a piano sobre text d'Espriu
- Pinzellades (2001), per a guitarra
- Poc més o menys amor (1968), per a veu i piano, sobre un poema de Salvador Espriu
- Pompeu Fabra en homenatge (1968), per a veu i piano, sobre un text de Salvador Espriu
- Preludiant per sobre les ones de la mar (1998), per a piano
- Projecte de nostàlgia (1991), per a veu i piano, amb lletra de Pilar Cabot, Primer premi "Caterina Albert"
- Quatre poemes de Miquel Martí i Pol (2002), per a veu i guitarra (Davallem junts, L'ombra, Petita suite i Temps nou)
- Rafael Tasis, en homenatge (1970), per a veu i piano, sobre poema de Pere Quart
- Retaule d'Olesa (2002), ballet per a cobla
- Seqüeia (1997), per a veu i piano sobre un poema d'Assumpció Forcada
- Set instants número 2, intent d'aproximació a una exposició de Joan Miró (2008), per a flauta, tenora o corn anglès i piano (comprèn Des del mar, Lluna, Estrella, Sol i Grafismes, Dos ocells solars, Carícia d'ocell i Color des del mar)
- Sé un poble lluny de Provença (1987), cançó per a veu i piano sobre el poema de J.V.Foix
- Sesta, per a veu i conjunt instrumental, sobre el poema de Josep Carner
- Set estampes del Baix Empordà (1982), per a piano i recitat, sobre poemes de Josep Colet (comprèn les cançons Pedra tallada, Torre de Palau-Sator, Pals, De Llafranc a Tamariu i Mar perdut de les Gavarres)
- Set petits divertiments (2002), per a saxòfon i piano
- Sis cançons (1955), per a veu i piano, sobre poemes de Joan Torrents i Maymir
- So de sonata (2006), per a tenora i piano
- Solitud (1991), cançó per a veu i piano amb lletra de Maria Oleart
- Suite de quatre danses (1949), per a piano
- Tapís (2005), suite de piano inspirada en el llibre de David Jou
- Temps nou, poema de Martí i Pol, enregistrat per Maria Dolors Laffitte a Estimats poetes, en gravació reeditada al DC Roda. Homenatge a Miquel Martí i Pol (Sabadell: PICAP, 1999)
- Tres divertiments (2002), per a saxòfon tenor
- Tríptic (1956), per a violoncel i piano
- Un nou Nadal, o els pescadors de Nadal (2003), cinc cançons per a quartet de saxòfons, inspirades en els poemes de Roig i Llop
- Vigila, esperit, vigila (1998), per a quintet de corda, piano i veu, inspirada en el poema de Joan Maragall
- Cançons basades en poemes de Mercè Corretja: Amic vine (2002), Cançó del vent al rostre (1979), Darrere el silenci (1979), Es desperta una promesa d'estiu (1985), Estimo el crit (1999), Et conec a dintre meu (1979), M'endinso en la foscor de la nit (1995), Màgiques aurores, La nit, Ombra de foc (1988), Pren amb les mans (1985), Quan siguis fum o boira (1985), Sensivitat (1977), El sol que em desperta (1979), Teníem por de la nit (1977), Vibracions (1977), Vine pluja (1979), Vine vent (1977)

### Sardanes
- A la Mare de Déu del Pi, per a cor mixt i cobla
- Avis jolius (1973)
- Bandera al vent
- Cornellà
- Desperta ferro! (1972), amb lletra de Roger Soronelles
- Encís gironí (1958)
- Fent camí (1973)
- Fruit de maig (1974)
- Homenatge Salvador Espriu o A Salvador Espriu en homenatge (1964), per a orquestra simfònica o piano
- Íntima (2002), per a orquestra de cambra
- Mar de Sinera (1968, 1980), per a veu i cobla
- Si tens la dansa (1973), per a cor
- Som-hi! (1968), inspirada en un poema de Salvador Espriu

### Cançons sobre poemes de diferents poetes catalans
- Poemes de Josep Carner 2 [per a veu i piano] Barcelona: Clivis, 1996 (comprèn Calor, Expectació, Cançó de la mica mica i La flor sagrada)
- Poemes de Josep Carner 3, veu i piano Barcelona: Clivis, 1996 (comprèn Màgic moment, Joc d'aigua, L'estiu fecund al jardinet, El pi i Pregària)
- Poemes de Miquel Martí i Pol, del llibre "Els bells camins" veu i piano Barcelona: Clivis, 1994 (comprèn Geranis, Temps nou, Davallem junts, L'ombra, Clou-me l'espai i Petita suite)
- Poemes de Miquel Martí i Pol 5, veu i piano Barcelona: Clivis, 2004 (comprèn Capvespre d'agost, Drecera d'ombres, A mig aire, Absència i Encara tu)
- Poemes de Miquel Martí i Pol 6, veu i piano Barcelona: Clivis, 2004 (comprèn Paisatge encès, Amb l'ombra dòcil, Més enllà, Tot és propici, Aquest silenci i Trenca el silenci)
- Poemes de Salvador Espriu: "Final del laberint", sis cants per a soprano i piano Barcelona: Clivis, 1999 (comprèn Nua llum d'alba, Endins de la boira, La tarda, Ramats d'estrelles, Esdevindrà la tarda i Quan ja sigui feliç).

### Obres per a saxo
- 48 estudis per a saxo solt, en el CD-ROM Col·lecció Saxo-Repertori Gerard Bosch Barcelona: DINSIC, 2005
- Tres divertiments per a saxo sol Barcelona: DINSIC, 2003 (reeditat en el CD-ROM Col·lecció dones compositores Barcelona: DINSIC, 2005)
- Set petits divertiments per a saxo alt i piano Barcelona: DINSIC, 2002

### Enregistraments
- L.P. Ombra de foc, amb Mercè Torrents al piano i les veus d'Anna Ricci i Marina Rossell en algunes peces, Barcelona: Picap, 1988 ref. 10.0022 (comprèn He dibuixat el meu país: no em calen els mots per dir-te que t'estimo, Alegre, Meditació, Tema i variacions, Mediterrànies 1a. part, Bolero, Pas a dos fragments del ballet A València festa, Adagis, Les campanes, Inici al cant en memòria de Salvador Espriu, I em puja l'aire i la claror del mar fragments musicats del Llibre de Sinera, Tornava el vent a començar, Mar de Sinera, Cançó de les muntanyes, Clarícia al lluny)
- DC Estimats poetes: cants de l'esperit amb la veu de Maria Laffitte, sobre poemes de Martí i Pol, Maragall, Verdaguer, Espriu, Foix, Joan Oliver, Carner, Salvat-Papasseit (Sabadell: Picap, 1995 ref. CD-80 00 1702 Coberta)
- Núria Feliu canta Salvador Espriu, Hispavox, 1969.
- L.P.Ramats d'estrelles (Picap, 1986) amb la cantant Núria Batlle acompanyada al piano per l'autora;
- C.D.Tapís (Albert Moraleda, 2014), sobre el llibre de poemes de David Jou, interpretat per la pianista Victòria Katsyuba i Anton Carrera com a recitador;
- C.D. Compositors catalans – Guitarra, ACC, inclou dues obres de M. Torrents: Sardana del retaule d'Olesa i Dansa dels Cavallins, interpretades per Jacob Cordover, 2015.
- C.D. Avuimúsica. Col·lecció de Música Catalana Contemporània, vol. 4 Narcís Bonet, Teresa Borràs, Josep Maria Pladevall, Frederic Wort, Delfí Colomé, Mercè Torrents (Jafre de Ter: Anacrusi ref. DD00933). Inclou dues obres de M. Torrents: Evocació (interpretada pel Duo Vela) i Preludiant. (interpretada per Hu-Am Park).
- C.D.Mediterrànies (Albert Moraleda, 2016), que recull la seva obra per a piano sol i piano a quatre mans interpretada per Nexus Piano Duo (Mireia Fornells i J.M. Hernández Sagrera);
- C.D.Oratori del Llibre de Sinera (Columna Música, 2016) enregistrament de la versió per a orquestra, veus solistes, recitadors i cor mixt, sota la direcció de Concepció Ramió, amb l'Orquestra Terres de Marca, el cor Dyapason sota la direcció de Teodor Roura, el pianista Joan Miquel Hernández Sagrera, la mezzo Marta Valero, Névoa, Lloll Bertran i Joan Valentí com a veus solistes, i Núria Candela, Joan Valentí i Núria Feliu com a recitadors;
- C.D.Cançons secretes (Columna Música, 2017), 12 cançons sobre poemes de la seva filla, Mercè Corretja, interpretades per la mezzo Marta Valero i la pianista Marta Pujol. Text: Àlex Susanna.
- C.D. Màgic moment. Columna Música, 2020. 21 cançons de Mercè Torrents i Turmo sobre poemes de Josep Carner, Miquel Martí i Pol, J.V. Foix, Salvador Espriu i Mercè Corretja. Intèrprets: Marta Valero, mezzosoprano, i Daniel Blanch, piano. Text de Joan Vives en català, anglès i espanyol.